# Панонско наречје русинског језика
Панонско наречје русинског језика, односно панонско-русинско наречје, које је такође познато под десетак различитих стручних назива, једно је од два основна наречја јединственог русинског језика. Овим наречјем говори онај део русинског народа који (почевши од средине 18. века) живи на јужним панонским просторима, првенствено у областима Бачке, Срема и Славоније, односно на северним подручјима данашњих држава Србије и Хрватске. Чланом 24. Статута Аутономне Покрајине Војводине, русински језик је признат као један од шест службених језика на подручју покрајине.
Недавни покушај издвајања (2019) овог наречја у циљу стварања посебног језика, под предложеним називом "јужнорусински језик", одбијен је почетком 2020. године од стране Међународне организације за стандардизацију (ISO).
Разна питања која се односе на статус и класификацију овог наречја (и русинског језика у целини), предмет су бројних и дуготрајних расправа и спорова у стручним лингвистичким круговима, а такође и у широј русинској и осталој јавности.

## Историја
У време досељавања на јужне панонске просторе током 18. века, Русини су из своје карпатске постојбине донели свој народни русински језик, који су очували до данашњих дана. Током највећег дела 18. и 19. века, образовани слој међу Русинима у јужним угарским областима чинили су углавном гркокатолички свештеници и локални учитељи, међу којима су били и први ствараоци књижевних дела. Иако је рад на проучавању разних дијалеката русинског језика у матичним (карпатским) областима био покренут већ током 19. века, та истраживања по правилу нису укључивала и анализу језичких прилика међу Русинима у јужним областима тадашње Угарске.
Посредством гркокатоличког свештенства, које је своје образовање најчешће стицало у Галицији, међу Русине у јужним областима Угарске почела су да пристижу књижевна и језичка струјања из североисточних (карпатских) области. То је довело до настанка својеврсне двојности, пошто је народни говор Русина у јужној Угарској остао домаћи, док је највећи део литературе долазио из Галиције, где је био штампан по тамошњим језичким стандардима.
Једно од најзначајнијих дела у којима је представљено тадашње песничко стваралаштво на русинском језику била је збирка песама разних русинских аутора, под насловом: "Русински славуј" (рсн. Русскій соловей), коју је 1890. године приредио Михаил Врабељ (рсн. Михаилъ Врабель). У збирци је било заступљено песничко стваралаштво на русинским наречјима из разних делова тадашње Угарске, што је приређивач истакао и у поднаслову збирке, чиме је било указано на дијалектолошку разноврсност у оквирима заједничке и јединствене русинске језичке баштине.
Додатну потешкоћу за развој русинске културе представљала је политика мађаризације, коју је спроводила угарска влада, спутавајући културни и национални развој свих мањина, укључујући и Русине, којима није признавано чак ни њихово народно име, пошто су их аустроугарске власти подводиле под шири појам: Рутени, који се односио на целокупно источнословенско становништво. Такво стање је трајало све до пропасти Аустроугарске монархије (1918).
Стварањем Краљевине СХС (1918), наступиле су повољније околности за развој домаћег русинског језика, који је постао наставни језик у основним школама у русинским срединама. Тим поводом, русински просветитељ Михајло Поливка (рсн. Михайло Поливка) је 1920. године приредио прву читанку на домаћем русинском језику. Потом је 1921. године објављен и народни буквар, а током наредних година уследила су и нова издања русинских уџбеника.
Међутим, већ током првих поратних година дошло је до успона украјинског покрета, који је добио подршку у гркокатоличким круговима, а међу домаћим русинским свештеницима који су прихватили украјински национални идентитет био је и Хавријил Костељник (рсн. Гавриїл Костельник), родом из Руског Крстура, који је још раније напустио завичај преселивши се у Галицију, одакле се укључио у рад на пропагирању украјинске идеје међу Русинима у Југославији.
Тако је дошло до настанка прве граматике засноване на народном говору бачких Русина, коју је Костељник објавио 1923. године, под насловом: Граматика бачванско-русинског говора (рсн. Граматика бачваньско-рускей бешеди). Иако је била заснована на анализи домаће језичке грађе, Костељникова граматика је приказивала народни говор бачких Русина као саставни део ширег украјинског језичког корпуса, чиме је постављена основа за настанак бројних не само језичких, већ и идентитетских спорова и сукоба, који трају до данас.
Већ током међуратног периода (1918-1941), формиране су три струје међу русинским књижевним и јавним радницима у тадашњој Краљевини Југославији. Прва струја је била про-украјинска (ослоњена на гркокатоличко свештенство), друга је була про-руска (ослоњена на утицајну руску емиграцију), а трећа се налазила између прве две, залажући се за пуну националну самобитност русинског народа. Свака од поменутих струја имала је своје специфичне погледе на решавање језичких питања.
Непосредно по окончању Другог светског рата (1945), у новој Југославији је формирана Матица русинска (рсн. Руска матка) у чијем се програму налазило и неговање русинске језичке баштине. Та културно-просветна организација је распуштена већ након три године, под притиском тадашњих комунистичких власти, а један од основних разлога за доношење такве одлуке проистицао је из спорних питања која су се односила на преплитање русинског и украјинског идентитета.
Тај проблем је кулминирао почетком 1967. године, када су представници про-украјинске струје покренули иницијативу у којој је (између осталог) тражено да се уместо домаћег русинског језика у јавни живот русинске заједнице у Југославији уведе украјински књижевни језик. Потписници иницијативе су се отворено изјаснили против даљег развоја русинског књижевног језика, заложивши се за његово постепено одумирање. Такве замисли нису имале никакво упориште у русинском народу, тако да нису добиле подршку у државним структурама.

## Савремено стање
Прекретница у развоју русинског језика у бившој Југославији означена је доношењем Уставног закона од 21. фебруара 1969. године, којим је русински језик званично признат као један од пет службених језика на подручју Војводине (чл. 67), а иста одредба је потврђена и у свим каснијим највишим актима Војводине (1974, 1991, 2009, 2014). Доношењем поменутих аката и њиховим спровођењем у пракси, створени су повољни услови за даљи развој русинског језика.
Рад на лингвистичкој стандардизацији русинског језика у Југославији добио је нови замах крајем шездесетих и почетком седамдесетих година 20. века. У Новом Саду је 1970. године основано Друштво за русински језик и књижевност (рсн. Дружтво за руски язик и литературу), које почевши од 1975. године издаје годишњак под насловом: Творчосц.
У међувремену, књижевник и лингвиста Микола Кочиш је 1971. године објавио Правопис русинског језика (рсн. Правопис руского язика), а три године касније објављена је и његова Граматика русинског језика (рсн. Ґраматика руского язика).
Почевши од 1972. године, на Филозофском факултету у Новом Саду започето је стварање посебних организациона јединица за проучавање русинског језика и образовање кадрова у области русинистике, што је потом довело и до формирања Одсека за русинистику. Тиме су били створени предуслови за додатно унапређивање рада на проучавању русинског језика у тадашњој Југославији и данашњој Србији. Почевши од 2017. године, при одсеку је покренут научни часопис под насловом: Русинистични студиï (срп. Русинистичке студије).
У складу са уставним одредбама и законским прописима који обезбеђују образовање на мањинским језицима, Русини у Србији имају прилику да основно и средње образовање стичу на свом матерњем језику. Поред основних школа у русинским срединама, постоји и средња школа на русинском језику, са седиштем у Руском Крстуру (рсн. Руски Керестур). До сада је за ову школу и основне школе широм Војводине штампано око 250 уџбеничких наслова на русинском језику.
Иако је укупан број Русина у Србији и Хрватској знатно мањи од броја карпатских Русина - свега 23.286 припадника, према југословенском попису из 1981. године - они су у оквиру бивше Југославије као мултиетничке државе били у прилици да остварују разна мањинска права, која су очувана и у државама-наследницама.
Покренути су и редовни телевизијски и радио програми у Војводини на русинском језику, у склопу вишејезичне радио-станице Радио Нови Сад, који служи за све мањине у Војводини. На том радију у 2001. години оригинално емитовање према језицима је било: 23,5% српски, 23,5% мађарски, 5,7% словачки, 5,7% румунски, 3,8% русински, 2,2% ромски, и 0,2% украјински језик.
У русинском језику нагласак је увек на претпоследњем слогу.

## Класификација
Сложена питања која се односе на место русинског језика у породици словенских језика, односно на класификацију русинских језичких варијетета (наречја, дијалекти, говори) предмет су бројних расправа и спорова у лингвистичким круговима. У случају панонско-русинског наречја, те расправе се могу свести на неколико основних теорија, које су засноване на различитим дијалектолошким, етнолингвистичким и социолингвистичким критеријумима и аргументима:
- реч је о посебном наречју русинског језика, које се по разним основама разликује од карпатских варијетета, али упркос томе заједно са њима чини јединствени русински етнолингвистички корпус, дефинисан етничким заједништвом русинског народа.[26]
- реч је о посебном микројезику, у коме се преплићу примарни источнословенски и западнословенски, а делимично и секундарни јужнословенски утицаји (Александар Дуличенко).[27]
- реч је о наречју које је саставни део украјинског језичког корпуса, са специфичним дијалектолошким особинама (Хавријил Костељник, Володомир Хнаћук, Јанко Рамач, Јулијан Тамаш).[27]
- реч је о наречју које се развило из источних дијалеката словачког језика (Франтишек Пастрнек, Само Цамбел, Јозеф Штолц, Вјачеслав Чарски).[27][28]

Наспрам традиционалних етнолингвистичких схватања, по којима ово наречје представља саставни део русинског (према једнима), односно украјинског (према другима) језика, у појединим лингвистичким круговима су се накнадно развила и другачија мишљења, оличена у тенденцији да се ово наречје у социолингвистичком смислу прогласи за посебан "микројезик", што представља додатни изазов за очување етнолингвистичког јединства русинског језика.
Поменута питања су предмет честих стручних (лингвистичких) расправа и спорова у оквиру русинистике (енгл. Rusynistics, лат. Rusinistica), као посебне славистичке дисциплине која се бави проучавањем русинске језичке, књижевне и културно-историјске баштине.

## Терминологија
Једно од најсложенијих питања које се односи на ово наречје русинског језика огледа се у постојању специфичне вишезначности ендонимских (домаћих) назива (лингвонима), на шта се надовезује и неуобичајено велика разноврсност стручних назива, као и низ додатних питања која се односе на семантику (значење) разних егзонимских (страних) назива.
Говорници панонско-русинског наречја приликом именовања свог језика употребљавају искључиво ендонимске (изворне) називе, који су изведени непосредно из русинског народног имена (рсн. руски язик, а понекад и руснацки язик, односно русински язик), чему одговара и међународни термин за русински језик (енгл. Rusyn language) који је на глобалном нивоу признат и озваничен од стране Међународне организације за стандардизацију (ISO).
Пошто се исти ендонимски (изворни) називи за језик и народ употребљавају и у старом завичају, на карпатско-русинском подручју, пред стручњаке се поред основних питања о природи и статусу панонско-русинског језичког варијетета поставило и питање о избору одговарајућег назива за језик домаћих Русина у јужним панонским областима.
У стручној литератури и публицистици среће се најмање десетак назива за домаћи русински језички варијетет, који се означава као: панонско-русински, односно јужнорусински или западнорусински, а понекад и као југозападно-русински. За време постојања некадашње Југославије, био је познат и као југословенско-русински. Такође се јављају и разни ужи називи. Пошто највећи број говорника живи на подручју Бачке, њихов језик је често означаван као бачко-русински говор (рсн. бачваньска руска бешеда) или бачко-русински јазик (рсн. бачваньски руски язик). Будући да тај назив није обухватао целу заједницу, употребљавани су и шири називи, као што су: бачко-сремски или бачко-сремско-славонски, а такође и војвођанско-русински.
Ни један од поменутих назива није постао општеприхваћен у стручној литератури, било због преуског или прешироког значења, односно због вишезначности или историјске превазиђености. Стога су поједини стручњаци покушали да пронађу термин који би отклонио поменуте недостатке. Првобитно се пошло од панонске одреднице, која је била погодна у географском смислу, али је такође сматрана и прешироком, пошто се могла односити и на Русине у Мађарској. Поједини русински стручњаци из Србије су стога предложили решење засновано на јужнопанонској одредници. Пошто је била географски прецизна, политички неутрална и историјски примењива на разне периоде, јужнопанонска одредница је пружала могућност за јасно територијално груписање свих русинских заједница са простора бивше Југославије (рсн. южнопанонски Руснаци), а самим тим је покривала и њихово језичко подручје (рсн. южнопанонска руска бешеда, южнопанонски руски язик).
Разноврсност и неусаглашеност домаћих назива се у међувремену одразила и на обликовање одговарајућих појмова на страним језицима. Насупрот основном називу за русински језик (енгл. Rusyn language), који је прихваћен у међународној терминологији, у извесним круговима се појавила склоност ка избегавању појмова који су изведени из ендонимских (изворних) назива, заснованих на русинском народном имену. Уместо тога, заговара се употреба другачијих термина, заснованих на архаичном егзонимском (страном) појму Рутени (лат. Rutheni), који је током историје имао веома широко значење и никада се није односио само на Русине, већ је обухватао и остале Источне Словене, тако да рутенске одреднице (због своје вишезначности) представљају посебан терминолошки проблем и изазов за истраживаче у области славистичких студија.
Управо због те вишезначности, најпознатији русински историчар, проф. др Павел Р. Магочи (бивши председник Светског конгреса Русина), изричито је указао на неприкладност употребе рутенских одредница за означавање Русина у међународној терминологији.
Терминолошка рутенизација (енгл. ruthenization) се манифестовала и по питању избора одговарајућих назива за русинске језичке варијетете. Тако су у случају панонско-русинског наречја настале две групе појмова, од којих је прва била заснована на русинским одредницама (на пример: енгл. Pannonian Rusyn), док је друга била заснована на рутенским одредницама (на пример: енгл. Pannonian Ruthenian). Ова двојност није била само формалне природе, пошто је употреба рутенских одредница повлачила за собом и нека додатна терминолошка питања.
Поједини лингвисти, који су домаће наречје означавали као јужнорусинско, почели су (у радовима на енглеском језику) да поред појма заснованог на русинској одредници (енгл. South Rusyn), користе и појам заснован на рутенској одредници (енгл. South Ruthenian). Међутим, тај појам је у међународној научној терминологији још од раније имао сасвим другачије значење, првенствено у области проучавања језичких прилика на матичним источнословенским просторима у периоду од 15. до 18. века. У тој области славистичких студија, појмови засновани на рутенским одредницама користе се за егзонимско означавање историјских (раних нововековних) језичких варијетета на просторима данашњих држава Белорусије (енгл. North Ruthenian) и Украјине (енгл. South Ruthenian). У међународној научној терминологији на енглеском језику, другопоменути појам означава језичке варијетете из којих се касније развио савремени украјински језик.
Појмовна рутенизација је попримила још шире размере у радовима појединих аутора, који су домаће русинско наречје у терминологији на енглеском језику почели да означавају само путем опште рутенске одреднице (енгл. Ruthenian language), без икаквог ближег регионалног одређења. Међутим, тај појам се у међународној научној терминологији одувек употребљавао у далеко ширем значењу, првенствено као егзонимски назив за источнословенски језички корпус. У мноштву научних и стручних радова на страним језицима, појам рутенски језик (енгл. Ruthenian language) означава старе западноруске језичке варијетете, који су се развили у раздобљу од 15. до 18. века, а из којих су потом настали савремени језици: белоруски, украјински и русински.
Поменуте појаве су добиле на замаху након избијања украјинске кризе (2014), када је услед измењених политичких околности дошло до демонстративног опозива претходно донетог закона из 2012. године, чиме је била поништена и законска одредба у којој је русински језик био назначен као један од мањинских и регионалних језика у Украјини.
Недуго потом, дошло је до додатне афирмације рутенских одредница међу русинистима у Србији. Приликом објављивања тематског зборника под насловом Русинистични студиï (2015), уредништво је одлучило да упоредни наслов на енглеском језику не гласи Rusyn Studies или Rusynistics, већ је употребљен израз: Ruthenian Studies, а истоветна одлука донета је и приликом покретања истоименог часописа Русинистични студиï (2017), који је такође добио упоредни наслов: Ruthenian Studies. Иако је у оба случаја (зборник и часопис) било наглашено да поменута издања неће бити подложна идеолошким или политичким утицајима, уредништва су у својим уводним напоменама пропустила да образложе одлуку о употреби рутенских уместо русинских одредница.
Занемаривање научно прихваћеног значења рутенских одредница попримило је још шире размере у виду настојања да се сужено значење поменутог појма (енгл. Ruthenian language) редефинише у смислу његовог свођења на назив за панонско-русинско наречје. Тим поводом је био покренут и одговарајући поступак пред Међународном организацијом за стандардизацију (ISO).

## Питање ISO статуса и назива
Иако је русински језик на међународном нивоу признат од стране Међународне организације за стандардизацију (ISO) у оквиру стандарда ISO 639-3 (шифра: rue, енгл. Rusyn language), у појединим срединама су покренуте иницијативе за промену тог статуса, уз потенцирање дијалектолошких разлика између панонско-русинског и карпатско-русинског наречја.
У пролеће 2019. године, група стручњака из области русинистике подржала је предлог за поделу јединственог русинског језика на два посебна језика, путем уздизања карпатског и панонског наречја на статус посебних језика, са предложеним називима: источнорусински језик (енгл. East Rusyn language) и јужнорусински језик (енгл. South Rusyn language). Овај предлог за поделу, који би довео до укидања јединственог русинског језика путем стварања два посебна (одвојена) језика, одбијен је почетком 2020. године од стране Међународне организације за стандардизацију (ISO).
Крајем 2020. године, иста група лингвиста је у проширеном саставу упутила нови, знатно измењени и допуњени захтев истој Међународној организацији за стандардизацију (ISO), предложивши да се из русинског језика (који обухвата сва русинска наречја) као посебан издвоји и призна нови језик, који би обухватао само досадашње панонско наречје. Као међународни, односно општи егзонимски (страни) назив за тај нови језик предложен је енглески термин за рутенски језик (енгл. Ruthenian language), док као ендонимски (изворни) назив није назначен основни домаћи русински назив (рсн. Руски язик), већ је под енглеским обликом Rusnak предност дата другом домаћем називу (рсн. Руснацки язик), који се међу Русинима употребљава ређе, пошто се сматра неформалним. Уколико буду усвојени, поменути захтеви ће довести до поделе садашњег јединственог русинског језика на два посебна и потпуно одвојена језика.
Поменутим захтевима из 2019. и 2020. године, ISO је доведена у несвакидашњу ситуацију да у кратком временском размаку одлучује о два предметно сродна, али знатно различита предлога иза којих је стајала иста група лингвиста, који су у року од годину дана у променили своје ставове према кључним питањима садржаним у сопственим захтевима. Најочигледнија разлика огледала се у називу језика, који је поменута група у свом предлогу из 2019. године представљала као јужнорусински (енгл. South Rusyn language), да би га у свом каснијем предлогу из 2020. године преименовала у рутенски (енгл. Ruthenian language).
Истим предлогом, ISO је доведена у ситуацију да разматра иницијативу која би довела до тога да се на највишем нивоу међународне стандардизације изврши потпуна редефиниција назначеног појма (енгл. Ruthenian language), који би са нивоа општег егзонимског (страног) назива за шири источнословенски језички корпус био сведен на ознаку за локални језички варијетет русинских заједница у јужним областима Панонске низије. Поред тога, подносиоци предлога су новопредложени језик сврстали у западнословенски језички корпус. Коначна одлука ISO о поменутим питањима требало би да буде донета до краја 2021. године.
Накнадно опредељење предлагача за рутенску опцију није проистекло из народног говора, пошто се Русини на сопственом језику не називају Рутенима, нити свој језик зову рутенским, што је на изричит начин потврђено и ранијим односом исте групе стручњака према рутенским одредицама. У референтним речницима русинског језика, који су приређени 1997. и 2010. године од стране истих стручњака из области русинистике (Јулијан Рамач, Михајло Фејса и Хелена Међеши, са сарадницима), "рутенске" одреднице нису ни поменуте, било у смислу "рутенске" народности или "рутенског" језика. Приређивачи поменутих лексикографских издања нису пропустили да помену хемијски елемент рутенијум, али именицу Рутени и придев рутенски нису унели у поменуте речнике, ни у облику самосталних одредница, нити у склопу објашњења за именицу Русини и придев русински.
Посебну занимљивост поменутог предлога из 2020. године представља изричито позивање предлагача на модел који је примењен приликом ISO озваничења српског и хрватског језика, односно бошњачког и црногорског језика. Повлачећи аналогију са језицима Срба, Хрвата, Бошњака и Црногораца, који се сматрају посебним народима те стога имају и сопствене језике, предлагачи су створили простор за постављање разних имплицитних питања о сопственом односу према јединству не само русинског језика, већ и русинског народа у целини. Из захтева да се панонско-русинском наречју призна статус посебног језика управо по моделу који је примењен приликом доношења системских решења о језицима посебних народа (Срба, Хрвата, Бошњака и Црногораца), проистиче и имплицитно питање: да ли то значи да би (према позивању предлагача управо на тај модел) и Русине који говоре поменутим наречјем требало посматрати као посебан народ у односу на остале Русине, који говоре карпатско-русинским наречјем?

## Писмо
Русински језик користи искључиво ћирилично писмо, с тим што је русинска ћирилица стандардизована према основним варијантама русинског језика. У панонском наречју русинског језика користе се 32 знака, односно 31 слово и додатни меки знак:
-{
| А а | Б б | В в | Г г | Ґ ґ | Д д | Е е |
| Є є | Ж ж | З з | И и | Ї ї | Й й | К к |
| Л л | М м | Н н | О о | П п | Р р | С с |
| Т т | У у | Ф ф | Х х | Ц ц | Ч ч | Ш ш |
| Щ щ | Ю ю | Я я | Ь ь |     |     |     |

}-

## Поређење језика и примери основних речи и израза
|  | Члан 1 статута АП Војводине из 2009. године Текст на панонском наречју русинског језика „”. Текст на српском језику „Војводина је аутономна покрајина грађанки и грађана (у даљем тексту: грађани) који у њој живе, у саставу Републике Србије. Војводина је регија у којој се традиционално негују вишекултуралност, вишеконфесионалност и други европски принципи и вредности. АП Војводина је неодвојиви део Републике Србије”. |

| Русински језик Бачке (Бачваньско-руска бешеда, бачваньски руски язик, бачвансько-русинська мікромова, бачвансько-сримська, паннонська мова, бачвансько-сримський варіант української літературної мови) Того року ше одбуло уж друге стретнуце габурчанох по походзеню, хторих у Валалским уряду, у Габури 8. юлия 2006. року, на родней груди привитал староста валалу М. Ющик. Щири слова, подзековносц, пиха и гордосц пре добри глас о своїм валалу, витаня длуго нєвидзеней родзини, здогадованя на давни часи, на Габуру, на родзину и традицию, мали свойо место нє лєм на стретнуцох родзини, алє и на цалей дводньовей културно-уметнїцкей и спортовей програми хтора ше одбувала под назву: «Габура шпива и шпортує». Русински језик Лемкившчине-Пољска (Лемківсько-горлицька мікромова, русински језик који је најближи стандардном украјинском језику) Того року одбыла ся уж друга стрича габурскых родаків, котрых на Сільському уряді в Габурі 8. липця 2006, на ридни земли привитав староста села М. Ющік. Щиры слова подякы і гордости за шыриня доброй славы свого села, витаня медже довго невидженыма родаками, спомины давных часив, Габури, родини і традициї были не лем на стричи родаків, але і на цілим дводньовим культурно-суспільним і спортовим сьвяті, яке ся одбыло під назвом «Габура співає і спортує». Русински језик Прешевшчине-Словачка (Русинська мікромова на Пряшівщині, лемківсько-пряшівська, шарисько-пряшівська) Того року ся одбыла уж друга стріча габурскых родаків, котрых на Сельскім уряді в Габурі 8. юла 2006, на роднім ґрунті привитав староста села М. Ющік. Слова до душы, подякы і гордости за шыріня доброго хыру о своїм селі, витаня довго невидженых родаків, споминаня на давны часы, на Габуру, на родину і традіції мали свій простор нелем на стрічі родаків але і на цілій двадньовій културно-сполоченьскій і шпортовій акції, яка ся одбывала під назвом: «Габура співає і шпортує.» Стандардни украјински језик Того року відбулася друга зустріч габурських земляків, котрих на Сільському уряді в Габурі 8 липня 2006 року, на рідній землі привітав староста села М. Ющік. Щирі слова подяки й гордості за поширення доброї слави свого села, вітання довго не бачених земляків, спомини давніх часів, Габури, родини і традицій мали місце не лише на зустрічі земляків, але й на дводенному культурно-суспільному і спортивному святі, яке відбувалася під назвою «Габура співає і займається спортом». |

## Основне речи и изрази на русинском језику
(У заградама је дата приближна транскрипција на српском језику)
- (/hej/) - Да
- (/nje/) - Не
- (/zdravo/) - Здраво
- (/dzekujem/) - Хвала
- (/njet na čim/) - Нема на чему
- (/dobre rano/) - Добро јутро
- (/dobri dzenj/) - Добар дан
- (/dobri večar/) - Довро вече
- (/do vidzenja/) - До виђења
- (/jak še volace/) - Како се зовете?
- (/volam še/) – Зовем се ...
- (/modljim vas ili ce/) - Молим Вас/те
- (/prebačce/) – Извините
- (/Mace daco prociv/) - Имаш нешто против?
- (/smačnoho /) - Пријатно
- (/Slava Isusu Hristu (Odpovid: Slava na viki)/) – Слава Исусу Христу (Одґовор: Слава на векове)
- (/Hristos raždajetsja (Odpovid: Slavite jeho)/) – Христос се роди (Одговор: Славите га)
- (/Daj Bože ščesca (Odpovid: Daj Bože i Vam)/) – Дај Боже среће (Одговор: Дај Боже и Вама)
- (/Vitaj/) – Добродошао
- (/Vitajce/) – Добродошли
- (/Vitajce u nas/) – Добродошли код нас
- (/Šicko dobre!/) – Све најбоље!
- (/Krasni dzenj!/) – Диван дан!
- (/Prijemni večar!/) – Пријатно вече!
- (/Šicko najljepše!/) – Све најлепше!
- (/Ščešljiva draha!/) – Срећан пут!
- (/Ščešljivo še vracce/) – Срећно се вратите!
- (/Ščešljivi Novi rok/Ščešljivi novoročni šveta/) – Срећна Нова година/Срећни новогодишњи празници
- (/Ščešljivi Kračun/Ščešljivi kračunski šveta/) – Срећан Божић/Срећни божићни празници
- (/Vinčujem/) – Честитам
- (/Vinčovanka/) – Честитка
- (/Šveto/) – Празник
- (/Žadam/Žičim/) – Желим
- (/Na zdravje/) – На здравље
- (/jak sce?/) - Како сте?
- (/barz dobre, a vi?/) – Веома добро, а ви?
- (/Pan/) – Господин
- (/Panji/) – Госпођа
- (/ja/) - ја
- (/ti/) - ти
- (/von/) - ти
- (/vona/) - она
- (/mi/) - ми
- (/vi/) - ви
- (/vojna/) – рат
- (/voni/)- они
- (/šicki/)- сви
- (/žena/)- супруга
- (/muž/) - супруг
- (/človek/) – човек
- (/hlap/hlapec/) – момак
- (/dzivka/) – девојка
- (/slovo/) - реч
- (/bukva/) - слово
- (/nješka/) – данас
- (/teraz/) – сада
- (/perše/) – прво
- (/duma/dumanje/) – мисао/мишљење
- (/shadzka/) – седница
- (/knjižka/) – књига
- (/šor/) – ред
- (/ljem/) – само
- (/rada,sovit/) – веће,савет
- (/valal/) – село
- (/starosta/) – старешина
- (/valalčanje/) – становници села
- (/Horod/) – Град
- (/Horodonačaljnjik/) – Градоначелник
- (/kukurica/) – кукуруз
- (/hvilja/) – време
- (/koč/) – кола (коњска)
- (/sušed/) – сусед, комшија
- (/hiža/) – кућа
- (/budova/) – зграда
- (/vjedno,zajedno/) – заједно
- (/vibor/) – избор
- (/hodzina/) – сат, час
- (/husli/) – виолина
- (/dakedi/) – некада (у прошлости)
- (/dahto/) – неко
- (/daco/) – нешто
- (/dzveri/) – врата
- (/đido/) – деда
- (/dzeci/) – деца
- (/diždž/) – киша
- (/konjec/) – крај
- (/smijad/) – жеђ
- (/željizni/) – гвожђе
- (/zabuvac/) – заборавити
- (/poslac/) – послати
- (/skrucic/) – скренути (у улицу)
- (/išče/) – још
- (/každi/) – сваки
- (/kurka/) – кокошка
- (/kurčata/) – пиле
- (/kuhnja/) – кухиња
- (/ljubic/) – волети, допадати се
- (/meno/) – име
- (/naščesce/) – на срећу
- (/pravda/) – истина
- (/njepravda/) – лаж
- (/pajtaš/) – друг, пријатељ
- (/pametac/) – памтити, сећати се
- (/papriga/) – паприка
- (/preklad/) – превод
- (/prijemni/) – пријатан
- (/rodiči/) – родитељи
- (/rodzina/) – родбина
- (/tanjec/) – игра, плес
- (/tancovac/) – играти, плесати
- (/už/) – већ
- (/frištik/) – доручак
- (/cuker/) – шећер
- (/čerešnja/) – вишња
- (/čislo/) – број
- (/šumni/o/) – лепи/о
- (/jar/) – пролеће
- (/jak/) – како, као
- (/rok/) - година
- (/barz/) - баш
- (/hrac/) – свирати
- (/špivac/) – певати
- (/povolanka/) – позивница
- (/povolujeme/) – позивамо
- (/penježi/hroši/) – новац
- (/rahunki/) – рачуни
- (/dostac/) – добити, освојити
- (/modljim vas/) – молимо вас
- (/draha/) – пут
- (/vojak/) – војник
- (/hordosc/) – храброст
- (/dolja/) – судбина
- (/hljedac/) – тражити
- (/koljada/) – божићна песма
- (/čuc/) – чути
- (/uvaha/) – опрез, пажња
- (/jadlovec/) – јелка
- (/kvicenje/) – кићење
- (/sosna/) – бор
- (/Dzekujem barz krašnje!/) –Хвала веома лепо!
- (/Dzekujem krašnje!/) –Хвала лепо!
- (/Njet na čim!) – Нема на чему!
- (/Ljubim ce!/) - Волим те!
- (/Dze wc?/) - Где је вц?
- (/Hodziš tu často?/) - Долазиш овамо често?
- (/Keljo to košta/) - Koliko to košta?
- (/Vidz vonka,Vojdz nuka/)
- (/Idzce/Hibajce,Poce/) –Идите/Дођите
- (/Švidko ozdrav!/)- Брзо оздрави!
- (/Ohabce me/)- Oстави ме!
- (/Naj še pači!/)- Изволи!
- (/Puščce me!/Puščice me!/) - Пустите ме!
- (/Odpuščce mi!/) – Опростите ми!
- (/Ščešljivi Novi rok!/) – Срећна Нова Година!
- (/Ščešljivi Kračun!/) - Srećan Božić!
- (/Vesela Viljija i Ščešljivi Kračun/) – Весело Бадње Вечe и Срећан Божић!
- (/Ščešljiva Veljka Noc /) – Срећан и Весео Ускрс!
- (/Ščešljivi rodzeni dzenj/) – Срећан рођендан!
- (/Ščešljivi Šveta/) – Срећни празници!
- (/Vinčujem/) – Честитам!
- (/Mojo počitovanje/) – С поштовањем, Моје поштовање
- (/Jeden jazik njigda nje dosc/) – Један језик никада није довољан